# Hănăsenii Noi
Hănăsenii Noi è un comune della Moldavia situato nel distretto di Leova di 1.127 abitanti al censimento del 2004

## Località
Il comune è formato dall'insieme delle seguenti località (popolazione 2004)
- Hănăsenii Noi (1.066 abitanti)
- Nicolaevca (61 abitanti)